# Werner Gilles
Werner Gilles (n. 29 august 1894, Mönchengladbach, Regatul Prusiei – d. 23 iunie 1961, Essen, RFG) a fost un pictor german.

## Viața

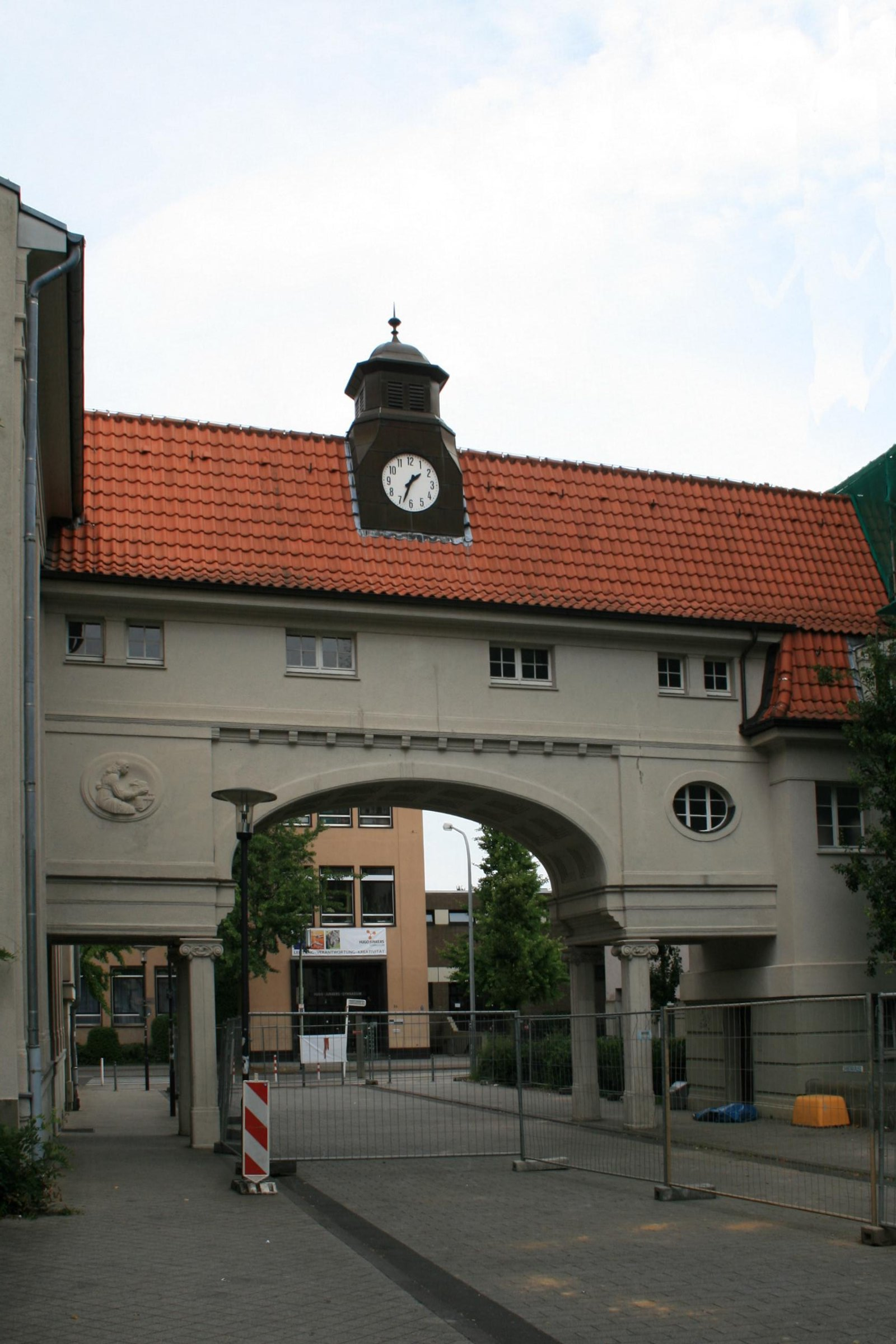
Strada Werner Gilles din Mönchengladbach

S-a născut în Mönchengladbach, în familia profesorului Wilhelm Gilles și a soției acestuia, Katharina, fiind al patrulea din nouă copii. Familia s-a mutat în 1901 în Mülheim an der Ruhr. În 1913, a întreprins o vizită în scopuri educaționale în Olanda, împreună cu prietenul său Otto Pankok. Anul următor a primit o bursă din partea Fundației Leonhard Stinnes, pentru a studia la Kunsthochschule in Kassel (în română Universitatea de arte din Kassel) cu Hans Olde și Rudolf Siegmund. S-a înrolat voluntar în Primul război mondial, luptând până în 1918 în Rusia, Serbia și Franța. În 1919, a studiat arta la Academia din Weimar, cu profesorul Walther Klemm, pentru a se muta în nou înființata instituție Bauhaus din Weimar, în clasa lui Lyonel Feininger. În 1921 a vizitat pentru prima dată Italia. La Bauhaus, unde a studiat până în 1923, s-a împrietenit cu artiștii Gerhard Marcks și Oskar Schlemmer. În 1923, a mai întreprins o vizită în Italia. Deși lucra în Berlin după studiu, a mai vizitat Italia. În 1926 s-a mutat la Düsseldorf, pentru a pleca la scurt timp la Paris.
În 1930 a primit din partea Academiei prusace de arte (în germană Preußischen Akademie der Künste) o bursă, care îi conferea privilegiul de a locui un timp la Villa Massimo în Roma. În continuare a vizitat pentru prima dată satul pescăresc Sant'Angelo din Ischia. Cu venirea nazismului, arta sa a fost catalogată drept „degenerată” și expusă în expoziția demonstrativă din 1937 Artă degenerată. De aceea, un număr de 17 din operele sale au fost confiscate. Din 1951, Werner a locuit alternativ în München (iarna) și în Ischia (vara). A ținut legătura cu pictorul Werner Heldt, care a murit în timpul unei vizite la Gilles, în 1954. În același an, a primit Marele premiu de artă al landului Nordrhein-Westfalen. (în germană Großen Kunstpreis des Landes Nordrhein-Westfalen). A decedat pe 23 iunie 1961, în Essen. În 1996, o stradă din Mülheim an der Ruhr a fost numită în amintirea sa (Gillesweg).

## Opera

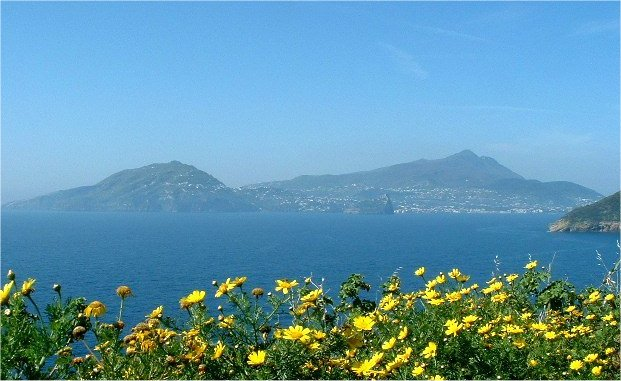
Insula Ischia

Vizitele sale pe insula Ischia și-au lăsat amprenta pe creația sa. Contrastul dintre antichitatea clasică păgână și cultural apuseană creștină a devenit tema sa predilectă. A pictat în ulei și acuarele, tematizând cu noi variații atât aspectele vioaie, cât și cele amenințătoare ale peisajelor din această zonă. Operele sale din anii '20 și '30 sunt influențate de mișcarea expresionistă „Der Blaue Reiter”, iar cele de bătrânețe de o tendință spre stilizarea motivelor și compoziții bidimensionale. 

## Cicluri creative
- 1933 - 1935: Ciclul dedicat lui Arthur Rimbaud (în germană „Arthur Rimbaud gewidmet”)
- 1947 - 1949: „Orfeu”, acuarele
- 1950: Ilustrarea în acuarele a Cărții tibetane a morților